# 特羅亞斯卡山
48°17′2.6″N 24°8′51.8″E / 48.284056°N 24.147722°E

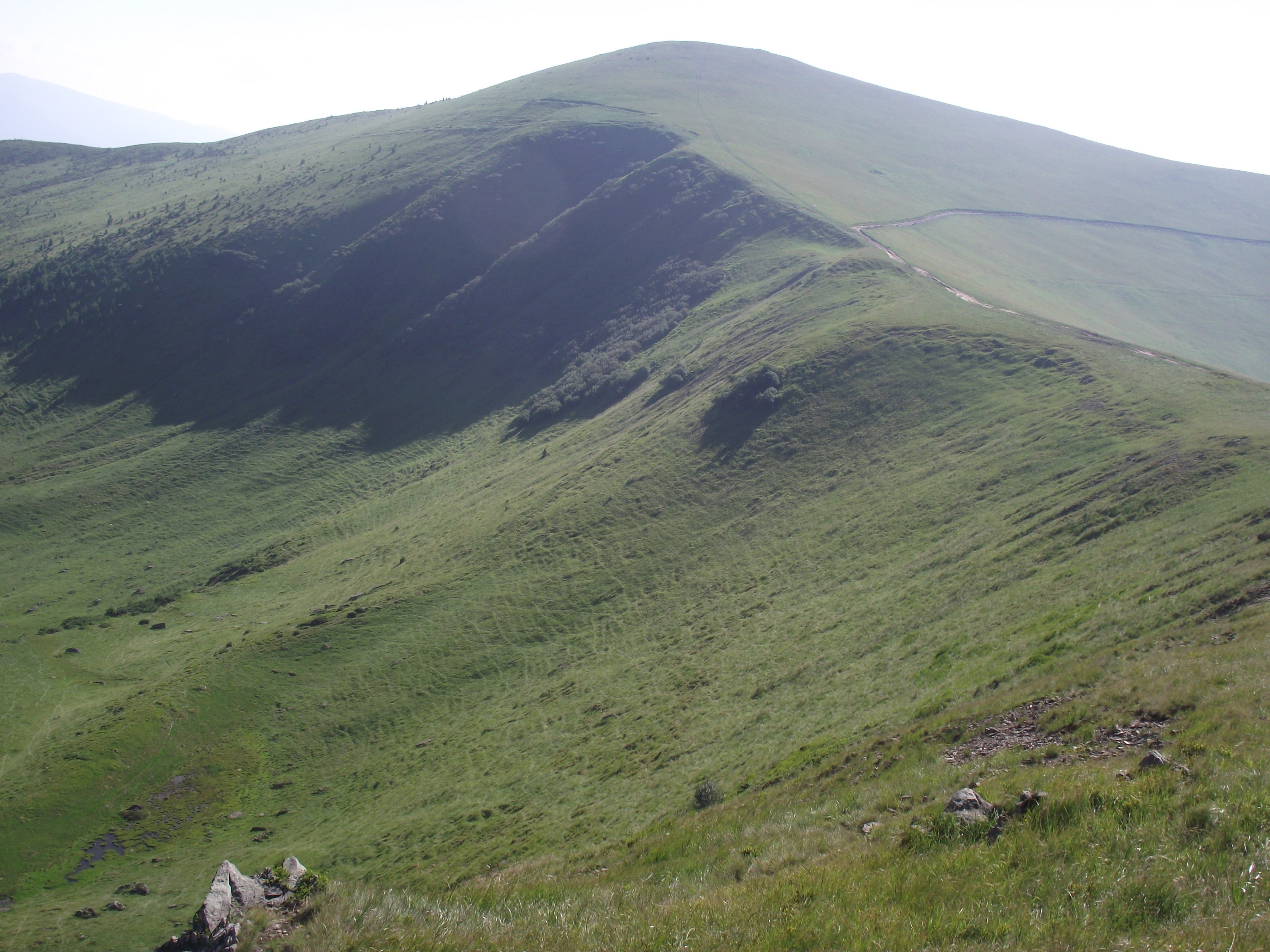

特羅亞斯卡山是烏克蘭的山峰，位於該國西部外喀爾巴阡州，屬於烏克蘭喀爾巴阡山脈中斯維多韋茨山脈的一部分，海拔高度1,702米。